# Laszlo Les Oelvedy
Laszlo Les Oelvedy, als Schauspieler Les Olvedi (* 7. Mai 1943), ist ein deutscher Filmarchitekt, Szenenbildner und Filmschauspieler.

## Leben und Wirken
Oelvedy besuchte die Akademie für das Graphische Gewerbe in München sowie die Kunstakademie in derselben Stadt und ließ sich dort in Malerei und Bühnenbild ausbilden. Nachdem er als Les Olvedi bereits 1966 für die Kurzfilme Stella, Flipper und Duell vor der Kamera gestanden hatte, versuchte er sich um 1969/70, mit eher überschaubarem Erfolg, erneut als Filmschauspieler (Liebe ist kälter als der Tod, Männer sind zum Lieben da, Sonja und Kirilow haben sich entschlossen Schauspieler zu werden und die Welt zu verändern) und war zur selben Zeit bei Ein großer graublauer Vogel auch als Requisiteur tätig. 
1976 kam er als Szenenbildner zu Film und Fernsehen und arbeitete dort mit Münchner Filmemachern wie Michael Verhoeven und vor allem Klaus Lemke, der ihn bereits 1966 als Schauspieler beschäftigt hatte, zusammen. Neben Klamotten wie Arabische Nächte und Keiner hat das Pferd geküßt stattete Oelvedy aber auch ambitionierte Filmkost wie Die weiße Rose aus. Weitere Regisseure, mit denen Oelvedy zusammenarbeitete, waren u. a. Thomas Schamoni, Franz Peter Wirth und Michael Bentele und Georg Tressler. Als Filmarchitekturangebote immer seltener wurden, gab sich Laszlo Les Oelvedy erneut mit dem Job eines Requisiteurs zufrieden, so beispielsweise zu Beginn der 1990er Jahre bei der Serie Insel der Träume und bei Edgar Reitzens Groß-Chronik Die zweite Heimat – Chronik einer Jugend. Seine letzte nachweisliche Tätigkeit beim Film ist 2014 die eines Szenenbildassistenten bei dem Film Krippenwahn.

## Filmografie
Als Film- und Fernseharchitekt:
- 1978: Amore
- 1979: Arabische Nächte
- 1980: Flitterwochen
- 1980: Keiner hat das Pferd geküßt
- 1981: Heute spielen wir den Boß – Wo geht’s denn hier zum Film?
- 1982: Die weiße Rose
- 1984: Warten auf Beethoven
- 1986: Die Andere
- 1989: Sukkubus – Den Teufel im Leib